# Antoine Villedieu (homme politique, 1989)
Pour les articles homonymes, voir Antoine Villedieu et Villedieu.
Antoine Villedieu, né le 8 mars 1989 à Lure (Haute-Saône), est un homme politique et syndicaliste policier français.
Il est le porte-parole national de la Fédération professionnelle indépendante de la police (FPIP), un syndicat proche de l’extrême droite. Membre du Rassemblement national, il est élu député dans la 1re circonscription de la Haute-Saône lors des élections législatives de 2022.

## Biographie

### Parcours sportif et professionnel
Antoine Villedieu naît le 8 mars 1989 à Lure (Haute-Saône). D'origine italienne, il est le petit-fils de Jean Rota (1942-2023), ex-maire socialiste de Roye (Haute-Saône). Il est titulaire d'un brevet de technicien supérieur immobilier. Il a été boxeur professionnel, pratiquant la boxe anglaise et les arts martiaux mixtes (MMA), discipline dans laquelle il a été double champion du monde. Il devient ensuite policier en Seine-Saint-Denis puis à Besançon,,.

### Carrière politique
D'abord sarkozyste, puis filloniste, il s'abstient lors du second tour de l'élection présidentielle de 2017 opposant Emmanuel Macron à Marine Le Pen.
Lors des élections municipales de 2020, il est élu conseiller municipal à Vesoul, sur la liste Agir d'Alain Chrétien appartenant à la majorité présidentielle. Il démissionne après seulement six jours de mandat, mis en cause pour avoir mis un « j'aime » sur un tweet de l'élu RN Julien Odoul critiquant Christophe Castaner,.
Se disant « séduit par le discours "pro forces de l'ordre" du RN », il adhère à ce parti en 2020 et en est aussitôt nommé délégué départemental en Haute-Saône.
Lors des élections départementales de 2021, il est candidat RN dans le canton de Lure-2 en binôme avec Alexia Gallet. Ils remportent 34,14 % des suffrages exprimés au premier tour, puis 41,39 % au second tour, échouant à se faire élire,,. Depuis 2021, il est porte-parole de la Fédération professionnelle indépendante de la police, un syndicat proche de l'extrême droite,.
Lors des élections législatives de 2022, il est élu député dans la première circonscription de la Haute-Saône sous les couleurs du RN, avec 54,5 % des suffrages. Il bat ainsi la députée LREM sortante Barbara Bessot Ballot.
À la suite de la dissolution de l'Assemblée nationale le 9 juin 2024, il se représente lors des élections législatives anticipées de 2024 et il est réélu au deuxième tour avec 53,52 % des voix.